# Ethnologue
Ethnologue: Languages of the World è una pubblicazione cartacea ed elettronica del SIL International (precedentemente conosciuta come Summer Institute of Linguistics, istituto estivo di linguistica), un'organizzazione cristiana, che studia principalmente le lingue meno conosciute, soprattutto per far arrivare il messaggio della Bibbia alla quantità maggiore possibile di lettori nella loro madrelingua.
Ethnologue contiene statistiche su 7.472 lingue nella diciottesima edizione, realizzata nel 2015 (mentre, ad esempio, nella quattordicesima edizione, realizzata nel 2000, le voci erano 6.809) e di ognuna fornisce il numero dei parlanti, le regioni di diffusione, i dialetti, le affiliazioni linguistiche, la reperibilità della Bibbia. Attualmente è l'inventario di lingue più esauriente al mondo, insieme a Linguasphere Register.

## Il codice SIL
Nel 1984 Ethnologue realizzò un sistema di codificazione a tre lettere, chiamato codice SIL, per ogni lingua che descrive. Tale insieme di codici supera i precedenti standard ISO 639-1 e RFC 3066. Nella quattordicesima edizione, pubblicata nel 2000, erano inclusi 7148 codici non corrispondenti allo standard ISO 639-2. Nel 2002 SIL collaborò con l'Organizzazione Internazionale per le Standardizzazioni (ISO) per integrare questi codici nello standard internazionale: Ethnologue ora utilizza questo standard, chiamato ISO 639-3. L'edizione numero 15 pubblicata nel 2005 include 7299 codici.
Nel 2009 è stata pubblicata la 16ª edizione di Ethnologue, che contiene 6.909 codici. Questa edizione è la seconda che utilizza lo standard ISO 639-3 per gli identificatori di lingua; in essa i codici sono basati sullo standard adottato inizialmente più la serie di richieste di modifica adottate nel 2006 (pubblicate nell'agosto 2007) e la serie di richieste di modifica adottate nel 2007 (pubblicate a gennaio 2008).
Oltre a decidere un nome principale per una lingua, Ethnologue ne riporta anche altri nomi con i quali questa è chiamata dai suoi locutori, dal governo, dagli stranieri, oltre che i nomi con cui è stata definita nel passato e nella letteratura, indipendentemente da quale denominazione sia ritenuta ufficiale, politicamente corretta od offensiva. Tale selezione di "nomi alternativi" è vasta, ma spesso anche incompleta.
Ethnologue contiene la sua parte di errori. Alcuni di essi sono corretti in ogni nuova edizione; per esempio, rispetto alla quattordicesima edizione, alcune lingue sono state aggiunte, mentre altre "lingue" la cui definizione era molto dibattuta sono state rimosse. In altri casi, sebbene discussi, certi possibili errori sono rimasti. Si ritiene, per esempio, che alcune informazioni riguardo alle lingue più esotiche siano piuttosto datate.

## Linguistica
Cosa viene considerato una lingua dipende da valutazioni socio-linguistiche. Alcuni autori accusano Ethnologue di dividere alcune lingue, in quanto preferiscono chiamare queste differenti varietà "dialetti". In altri casi Ethnologue è stata accusata di ammucchiare lingue diverse come "dialetti" della stessa lingua.
Come riporta la prefazione: «Non tutti gli studiosi usano lo stesso insieme di criteri per definire cosa costituisca una "lingua" e cosa un "dialetto"».
Ethnologue talvolta va contro quanto sostenuto dalla comunità dei linguisti (ed in alcuni casi persino contro l'opinione degli stessi locutori di una lingua) riguardo a cosa costituisca una lingua autonoma e cosa un dialetto o riguardo a come queste lingue vadano classificate. Ad esempio per il gaelico scozzese sono citati solo due dialetti estinti o moribondi, mentre non è menzionata alcuna delle varietà tuttora parlate.
Alcune classificazioni inoltre non incontrano i criteri per la classificazione professati dalla stessa Ethnologue.
La neutralità di Ethnologue come istituzione scientifica è a volte discussa, particolarmente nelle aree della classificazione delle lingue ed in relazione alla Bibbia e alle tre religioni monoteiste. Un caso esemplare può essere la classificazione dell'arabo insieme all'ebraico come parte delle lingue semitiche centrali del sud, distinguendoli dall'aramaico, quando invece il consenso accademico tende a vedere come più vicini l'ebraico e l'aramaico.

## Statistiche
Come già detto, Ethnologue fornisce per ogni lingua le statistiche riguardo alla sua diffusione.

In certi casi però le stime di Ethnologue relative al numero di locutori delle lingue non concordano con altre fonti. In certi casi il numero dei locutori di una lingua in un Paese riportato da Ethnologue è superiore al totale della sua popolazione. Per esempio in Croazia la popolazione riportata è di 4.496.869 abitanti, ma il numero di parlanti croato in Croazia riportato è 4.800.000.

## Vecchie e nuove informazioni
Ethnologue, analogamente a Wikipedia, riceve le informazioni di cui dispone da persone sparse in tutto il mondo. Chiunque può mettersi in contatto con i redattori inviando i propri suggerimenti via e-mail. Le informazioni vengono aggiornate solo una volta ogni quattro anni.
Così, anche se Ethnologue viene periodicamente aggiornata, molte delle informazioni sono datate. Ciò a causa del fatto che i redattori non riesaminano le singoli voci per ogni nuova edizione.